# Toni Duggan
Toni Duggan (Liverpool, 25 de juliol de 1991) és una davantera de futbol internacional per Anglaterra, amb la qual ha guanyat un bronze mundial el 2015 amb la selecció.
Va ser nomenada millor jugadora jove d'Anglaterra del 2009, Aquell any va ser la màxima golejadora d'Anglaterra a l'Eurocopa sub-19, que van guanyar per primera vegada.
Duggan va signar pel FC Barcelona el 6 de juliol de 2017. Va formar part de l'equip que va jugar la primera final de la Lliga de Campions el 2019 formant part de l'onze inicial. El 5 de juliol de 2019, Duggan va anunciar que deixava el Barcelona després de dues temporades buscant un nou repte.
A continuació va jugar dues temporades a l'Atlético de Madrid, després de les quals va tornar a l'Everton FC. Al setembre de 2024 anuncià la seva retirada dels terrenys de joc.

## Trajectòria
| Temporades   | Club              | Selecció (fases finals)                          | Títols                                        |
| ------------ | ----------------- | ------------------------------------------------ | --------------------------------------------- |
| 07/08 - 2013 | Everton Ladies FC | Mundial sub-20 2008 i 2010, Eurocopa sub-19 2009 | 1 Eurocopa sub-19, 1 Copa, 1 Copa de la Lliga |
| 2014 - 2017  | Manchester City   | Eurocopa 2013, Mundial 2015                      | 1 Lliga, 2 Copes de la Lliga                  |
| 2017 - 2019  | FC Barcelona      |                                                  | 1 Copa de la Reina, 2 Copa Catalunya          |
| 2019 - 2021  | At. Madrid        |                                                  |                                               |
| 2021 - 2024  | Everton FC        |                                                  |                                               |